# Swolnpes
Swolnpes là một chi nhện trong họ Nemesiidae.
Swolnpes được miêu tả năm 2009 bởi Main & Framenau.

## Các loài
Swolnpes có các loài sau:
- Swolnpes darwini Main & Framenau, 2009
- Swolnpes morganensis Main & Framenau, 2009